# Мерауке
Мерауке (індонез. Merauke) — місто в Індонезії, столиця провінції Південне Папуа.

## Географія
Розташоване на півдні провінції, на березі Арафурського моря.

### Клімат
Місто знаходиться у зоні, котра характеризується кліматом тропічних саван. Найтепліший місяць — листопад із середньою температурою 27.8 °C (82 °F). Найхолодніший місяць — липень, із середньою температурою 25 °С (77 °F).
| Клімат Мерауке          | Клімат Мерауке | Клімат Мерауке | Клімат Мерауке | Клімат Мерауке | Клімат Мерауке | Клімат Мерауке | Клімат Мерауке | Клімат Мерауке | Клімат Мерауке | Клімат Мерауке | Клімат Мерауке | Клімат Мерауке | Клімат Мерауке |
| Показник                | Січ.           | Лют.           | Бер.           | Квіт.          | Трав.          | Черв.          | Лип.           | Серп.          | Вер.           | Жовт.          | Лист.          | Груд.          | Рік            |
| Абсолютний максимум, °C | 33             | 32             | 33             | 33             | 33             | 32             | 32             | 32             | 33             | 35             | 36             | 35             | 36             |
| Середній максимум, °C   | 31             | 30             | 31             | 31             | 30             | 29             | 28             | 29             | 30             | 31             | 32             | 31             | 30             |
| Середня температура, °C | 27             | 26             | 27             | 27             | 26             | 25             | 24             | 25             | 25             | 26             | 27             | 27             | 26             |
| Середній мінімум, °C    | 23             | 23             | 23             | 23             | 22             | 21             | 21             | 21             | 20             | 21             | 22             | 23             | 22             |
| Абсолютний мінімум, °C  | 20             | 21             | 20             | 19             | 18             | 16             | 17             | 14             | 14             | 15             | 17             | 20             | 14             |
| Норма опадів, мм        | 260            | 220            | 250            | 180            | 120            | 40             | 30             | 10             | 20             | 40             | 70             | 180            | 1470           |
| Вологість повітря, %    | 89             | 91             | 88             | 88             | 85             | 88             | 88             | 85             | 85             | 85             | 79             | 87             | 87             |
| ----------------------- | -------------- | -------------- | -------------- | -------------- | -------------- | -------------- | -------------- | -------------- | -------------- | -------------- | -------------- | -------------- | -------------- |
| Джерело: Weatherbase    |                |                |                |                |                |                |                |                |                |                |                |                |                |